# I Love You (álbum de Diana Ross)
I Love You es el vigésimo tercer álbum de estudio de la artista americana Diana Ross. Fue lanzado en Europa a finales de 2006 y en Estados Unidos en principio de 2007. Fue el primer álbum de estudio de Ross desde Every Day Is a New Day en 1999 (sin contar el álbum Blue, ya que este fue originalmente grabado a principios de 1970 y no sería lanzado hasta junio de 2006).

## Contenido
I Love You contiene algunas canciones clásicas de amor como "I Want You" de Marvin Gaye, "The Look Of Love" de Burt Bacharach y "Crazy Little Thing Called Love" de Queen (con la participación de Brian May). Un formato en edición especial también fue lanzado, incluyendo un DVD con detrás de escenas de la producción del álbum.
La única canción nueva y original del álbum es "I Love You (That's All That Really Matters)". Ross también grabó una versión de "What About Love" del musical de 2005 de Brodway "The Color Purple".

## Resultados comerciales
El álbum alcanzó el puesto #60 en los UK Albums Charts en 2006. Fue lanzado en Norteamérica el 16 de enero de 2007, y debutó en el Billboard 200 como el "Hot Shot Debut" de la semana, en el puesto #32 con 21,222 copias vendidas. Es su álbum mejor posicionado desde Swept Away, el cual alcanzó el puesto #26 a finales de 1984. El álbum alcanzó distintas posiciones en diferentes listas, incluyendo el #16 en el Billboard Top R&B/Hip Hop Albums y el #31 en el Top Internet Albums. De acuerdo a Soundscan, para 2016, el álbum ha logrado vender alrededor de 100,000 copias en los Estados Unidos.

## Lista de canciones

### Versión Europea
1. "Remember" (Harry Nilsson)  – 3:32
2. "More Today Than Yesterday" (Pat Upton) – 2:51
3. "I Want You" (Arthur "T-Boy" Ross, Leon Ware) – 4:34
4. "I Love You (That's All That Really Matters)" (Fred White) – 5:30
5. "What About Love" (Brenda Russell, Allee Willis, Stephen Bray) – 4:25
6. "The Look of Love" (Burt Bacharach, Hal David) – 4:28
7. "Lovely Day" (Bill Withers, Skip Scarborough) – 4:09
8. "Crazy Little Thing Called Love" (feat. Brian May) (Freddie Mercury) – 3:15
9. "Only You" (Buck Ram, Ande Rand) – 3:58
10. "To Be Loved" (Tyran Carlo, Berry Gordy Jr.) – 4:01
11. "I Will" (John Lennon, Paul McCartney) – 2:48
12. "This Magic Moment" (Doc Pomus, Mort Shuman) – 3:27
13. "You Are So Beautiful" (Bruce Fisher, Billy Preston) – 3:34
14. "Always and Forever" (Rod Temperton) – 4:07
15. "Remember - Reprise" (Nilsson) – 2:50

### Versión EE.UU.
1. "Remember" (Harry Nilsson) – 3:32
2. "More Today Than Yesterday" (Pat Upton) – 2:51
3. "I Want You" (Arthur "T-Boy" Ross, Leon Ware) – 4:34
4. "I Love You (That's All That Really Matters)" (Fred White) – 5:30
5. "What About Love" (Brenda Russell, Allee Willis, Stephen Bray) – 4:25
6. "The Look of Love" (Burt Bacharach, Hal David) – 4:28
7. "Lovely Day" (Bill Withers, Skip Scarborough) – 4:09
8. "Take My Breath Away" (Giorgio Moroder, Tom Whitlock)
9. "Only You" (Buck Ram, Ande Rand) – 3:58
10. "To Be Loved" (Tyran Carlo, Berry Gordy Jr.) – 4:01
11. "I Will" (John Lennon, Paul McCartney) – 2:48
12. "This Magic Moment" (Doc Pomus, Mort Shuman) – 3:27
13. "You Are So Beautiful" (Bruce Fisher, Billy Preston) – 3:34
14. "Always and Forever" (Rod Temperton) – 4:07
15. "Remember - Reprise" (Nilsson) – 2:50